# James Luisi
James Anthony Luisi (ur. 2 listopada 1928 we Wschodnim Harlemie, w Nowym Jorku, zm. 7 czerwca 2002 w Los Angeles w stanie Kalifornia) – amerykański zawodowy koszykarz NBA i aktor telewizyjny i filmowy.

## Życiorys

### Wczesne lata
Urodził się w Nowym Jorku. Uczęszczał do St. Francis College w Brooklyn Heights, gdzie otrzymał pełne stypendium dla koszykarzy. Potem w czasie wojny koreańskiej służył w armii. Grał dwa sezony z Baltimore Bullets w Basketball Association of America, a następnie rozpoczął studia aktorskie w American Academy of Dramatic Arts.

### Kariera
Swoją karierę aktorską rozpoczął na Broadwayu, występując w spektaklach: Żołnierze (The Soldiers), Słodka Charity (Sweet Charity) i Zorba.
W serialu NBC The Rockford Files (1976-80) zagrał porucznika Chapmana. Pojawiał się również regularnie w operze mydlanej NBC Inny świat (Another World, 1975-76) Dni naszego życia (Days of Our Lives) oraz gościnnie w epizodycznych rolach w wielu serialach, w tym ABC Bonanza (1963, 1964), Kojak (1973, 1976), CBS Magnum (Magnum, P.I., 1987).
W 1983 roku zagrał główną rolę porucznika Marcianę w serialu telewizyjnym ABC Renegaci (Renegades), który trwał jeden sezon. Za rolę George’a Washingtona w telefilmie NBC First Ladies’ Diaries: Martha Washington (1976) otrzymał nagrodę Emmy.

### Życie prywatne
Zmarł 7 czerwca 2002 w Los Angeles, w wieku 73 lat. Przyczyną śmierci był rak. Został pochowany w Valhalla Memorial Park Cemetery.

## Filmografia

### Filmy fabularne
- 1972: Ben jako Ed
- 1973: Uciekłem z Wyspy Diabelskiej (I Escaped from Devil’s Island) jako Dazzas
- 1976: First Ladies’ Diaries: Martha Washington (TV) jako George Washington
- 1978: Chwila za chwilą (Moment by Moment) jako Dan Santini
- 1979: Norma Rae jako George Benson
- 1983: Star 80 jako Roy
- 1986: Prawo Murphy’ego jako Ed Reineke
- 1987: Ukryty (The Hidden) jako Ferrari Salesman
- 1988: Policjantki z FBI (Feds) jako Sperry
- 1988: Najbardziej niebezpieczna kobieta (Lethal Woman) jako pułkownik Jerry Maxim

### Seriale TV
- 1963: Bonanza jako Willard
- 1964: The Reporter jako Joe
- 1964: Bonanza jako Willard
- 1973: Barnaby Jones jako Nick Gorman / Burt Logan
- 1973: Kojak jako Detektyw Geno Alessi
- 1974: Gunsmoke jako Ivers
- 1974: Ulice San Francisco jako Lloyd Davies
- 1974: Barnaby Jones jako Steve Rollins
- 1975-1976: Inny świat (Another World) jako Philip Wainwright
- 1976: Starsky i Hutch jako Carl Boyce
- 1976: Barnaby Jones jako Joe Doyle
- 1976: Kojak jako kpt. Henry ‘Hank’ Rosseau
- 1976-80: The Rockford Files jako Porucznik Chapman
- 1976: Prywatny detektyw Jim Rockford (The Rockford Files) jako Burt Stryker
- 1976: Barnaby Jones jako Carl Lucas
- 1978: Wonder Woman jako George
- 1979: Prywatny detektyw Jim Rockford (The Rockford Files) jako Porucznik Doug Chapman
- 1980: CHiPs jako Lazarri
- 1983: T.J. Hooker jako George Laszlo
- 1984: Drużyna A jako Jimmy Durkee
- 1983: Matt Houston jako Porucznik Reed
- 1983: Renegaci (Renegades) jako Porucznik Marciana
- 1984: Riptide jako Bill Brown
- 1984: Drużyna A jako Jimmy Durkee
- 1985: Finder of Lost Loves jako Jordan Hollis
- 1985: Matt Houston jako Greco
- 1985: Nieustraszony jako D.G. Grebs
- 1985: T.J. Hooker jako Vincent Hazzard
- 1987: Barnaby Jones jako
- 1987: Magnum (Magnum, P.I.) jako John Walter Costa
- 1987: Knots Landing jako Porucznik Gilbert Garcia
- 1987-88: Santa Barbara jako Ben Clark
- 1989: Valerie jako Leopold
- 1991: Prawnicy z Miasta Aniołów jako Paul Viola, kryminalny szef
- 1992: Tequila i Bonetti jako Harry Dirday
- 1996: Nocny patrol jako Murray